# کلف رکوردز
کلف رکوردز (انگلیسی: Clef Records) شرکت نشر موسیقی آمریکایی است، که در سال ۱۹۴۶ تأسیس شد.